# 田中修 (政治家)

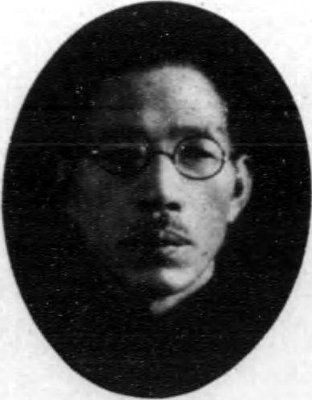
田中修

田中 修（たなか おさむ、1888年（明治21年）11月25日 - 1965年（昭和40年）3月9日）は、日本の内務官僚。福岡県大牟田市長。

## 経歴
福岡県御井郡、後の三井郡北野町（現久留米市北野町）で永利伝次郎の二男として生まれ、田中政の養子となった。福岡県立中学明善校、第五高等学校を経て、1915年（大正4年）、東京帝国大学法科大学政治科を卒業し、1917年（大正6年）10月に文官高等試験行政科試験に合格した。内務省に入省し、愛知県属、同南設楽郡長、北海道庁空知支庁長、京都府理事官、奈良県書記官・学務部長、佐賀県書記官・警察部長、鳥取県書記官・警察部長、群馬県書記官・警察部長、広島県書記官・警察部長、佐賀県書記官・内務部長、愛媛県内務部長、鹿児島県総務部長、長野県総務部長などを歴任した。
退官後の1938年（昭和13年）、大牟田市長に就任し、1946年（昭和21年）まで務めた。この間、戦時下の対応、水害の復興、上下水道の拡張などに尽力した。市長退任後は公職追放となり、養家の合名会社田中酒造場（現・千年乃松酒造）を経営した。